# Stirnlappen-Bulldoggfledermaus
Die Stirnlappen-Bulldoggfledermaus, auch Ohrlappen-Bulldoggfledermaus (Chaerephon major, Synonyme: Tadarida major und Nyctinomus pumilus major), ist eine in Subsahara-Afrika vorkommende Fledermausart der Gattung der Freischwanzfledermäuse.

## Beschreibung
Die Stirnlappen-Bulldoggfledermaus ist eine mittelgroße Fledermausart, die etwa 15 g schwer wird. Die Unterarmlänge beträgt etwa 39 – 50 mm. Die Körperlänge inklusive Schwanz beträgt im Durchschnitt etwa 100 mm. Der Rücken ist einheitlich dunkelbraun bis rotbraun gefärbt, die Bauchseite ebenfalls. Die Bauchseite ist durch einen weiß bis cremefarbenen hellen Streifen zweigeteilt. Die Flughäute sind hellbraun, das Körperfell an der Basis der Flügel ist weiß bis cremefarben gefärbt. Die Schwanzflughaut ist im Kontrast zu den Flughäuten auffallend dunkelbraun gefärbt. Die oberen Lippen sind faltig, die Ohren zusammengewachsen. Charakteristisch für die Gattung der Freischwanzfledermäuse ist der aus der Schwanzflughaut herausragende Schwanz. Zwischen den Geschlechtern gibt es einen morphologischen Unterschied: Die Männchen haben zwischen den Ohren einen Hautlappen, der aufgerichtet werden kann, um einen etwa 8 mm langen Haarkamm auf dem Kopf aufzustellen. Bei Weibchen fehlen diese Haare.

## Systematik & Verbreitung
Die Stirnlappen-Bulldoggfledermaus kommt in Westafrika vom Senegal, Benin, Burkina Faso und der Elfenbeinküste über Nigeria bis in die Demokratische Republik Kongo vor. Das Östliche Verbreitungsgebiet erstreckt sich vom Sudan bis nach Sambia und Simbabwe. Bisher ist nicht bekannt, ob das zweigeteilte Verbreitungsgebiet auf Lücken in der Erfassung der Art zurückzuführen ist oder es sich um disjunkte Areale handelt. Es werden keine Unterarten unterschieden.
Einige Autoren fassen die Gattungen der Freischwanzfledermäuse und der Faltlippenfledermäuse (Tadarida) zu einer einzigen Gattung (Tadarida) zusammen oder führen Chaerephon als Untergattung von Tadarida. Die Stirnlappen-Bulldoggfledermaus wird dann als Tadarida major geführt. Zurzeit werden die Freischwanzfledermäuse und die Faltenlippenfledermäuse als getrennte Gattungen geführt. Genetische Untersuchungen sehen die Gattung der Freischwanzfledermäuse zusammen mit der Gattung Mops als monophyletische Gruppe.

## Lebensweise
Exemplare der Stirnlappen-Bulldoggfledermaus wurden meist im Tiefland in Savannengebieten gesammelt, häufig in Baumsavannen wie dem Miombo.
Quartiere der Art befinden sich in Felshöhlen, Baumhöhlen oder in Gebäuden. Die Kolonien erreichen Größen von wenigen bis zu über 100 gemeinsam ruhenden Tieren.

## Etymologie & Forschungsgeschichte
Die Stirnlappen-Bulldoggfledermaus wurde von Édouard Louis Trouessart 1897 unter dem Namen Nyctinomus pumilus Var. major erstbeschrieben. Das Typusexemplar wurde von Francis Galton im Sudan nördlich der Stadt Barbar gesammelt. Das Artepithon stammt vom lateinischen Wort für „groß“ („maior“).

## Gefährdung
Seitens der IUCN wird die Art auf Grund des großen Verbreitungsgebiets und der Häufigkeit der Art als nicht gefährdet („least concern“) eingestuft.